# Кушмурун (озеро)
Кушмуру́н (Кусмурын, Куш-Мурун) — озеро на севере Казахстана. Находится на границе Аулиекольского и Карасуского районов в Костанайской области в Тургайской ложбине, в 9 км к северу от посёлка Кушмурун. Через Кушмурун протекает река Убаган с именем которой в ряде источников иногда ошибочно отождествляют и само озеро.
Площадь озера 400—415 км², площадь водосбора 10,5 тысяч км². Котловина озера простирается на 60 км от юго-запада к северо-востоку, ширина достигает 15 км, максимальная глубина 3,5 м. Плоское дно сложено глинистыми и суглинистыми грунтами, покрытыми слоями ила. Берега в средней части высотой до 5—7 м. К юго-западу от Кушмуруна находится лесной массив Аманкарагай. Вода зеленовато-жёлтого цвета, минерализация 1—25 г/л. Площадь водосбора, в основном, распахана.
На озере водятся водоплавающие и болотные птицы. Из рыб водятся окунь, лещ, сазан.